# Чемпионат мира по фехтованию 1955
Чемпионат мира по фехтованию 1955 года проходил с 9 по 21 октября в Риме (Италия). Среди мужчин соревнования проходили в личном и командном зачёте по фехтованию на саблях, рапирах и шпагах, среди женщин — только первенство на рапирах в личном и командном зачёте.

## Общий медальный зачёт
| Место | Страна         | Золото | Серебро | Бронза | Всего |
| ----- | -------------- | ------ | ------- | ------ | ----- |
| 1     | Венгрия        | 5      | 2       | 2      | 9     |
| 2     | Италия         | 3      | 3       | 3      | 9     |
| 3     | Франция        | 0      | 3       | 1      | 4     |
| 4     | Великобритания | 0      | 0       | 1      | 1     |
| 4     | СССР           | 0      | 0       | 1      | 1     |
| Всего | Всего          | 8      | 8       | 8      | 24    |

## Медалисты

### Мужчины
| Дисциплина                  | Золото | Серебро | Бронза |
| --------------------------- | --- | --- | --- |
| Шпага Личное первенство     | Джорджо Анлезио | Франко Бертинетти                                                                                             | Карло Павези                                                                                               |
| Шпага Командное первенство  | Италия · Джорджо Анлезио · Франко Бертинетти · Джузеппе Дельфино · Эдоардо Манджаротти · Карло Павези · Альберто Пеллегрино    | Франция · Эдуар Артига · Даниэль Дагалье · Морис Ю · Арман Муйяль · Клод Нигон · Рене Керу                    | Венгрия · Лайош Бальтхазар · Барнабаш Берженьи · Йожеф Мароши · Амбруш Надь · Бела Реррицх · Йожеф Шакович |
| Рапира Личное первенство    | Йозеф Дюрица | Кристиан д’Ориола                                                                                             | Жак Латаст                                                                                                 |
| Рапира Командное первенство | Италия · Джанкарло Бергамини · Луиджи Карпанеда · Манлио Ди Роза · Витторио Лукарелли · Эдоардо Манджаротти · Антонио Спаллино | Венгрия · Михай Фюлёп · Йозеф Дюрица · Йожеф Мароши · Казмер Пачери · Берталан Сёч · Эндре Тилли              | Великобритания · Харри Кук · Генри Хоскинс · Аллан Джей · Рене Пол · Осмунд Рейнольдс                      |
| Сабля Личное первенство     | Аладар Геревич | Рудольф Карпати                                                                                               | Ренцо Ностини                                                                                              |
| Сабля Командное первенство  | Венгрия · Аладар Геревич · Йенё Хамори · Рудольф Карпати · Аттила Керестеш · Пал Ковач · Эндре Палоц                           | Италия · Джузеппе Комини · Гастоне Даре · Роберто Феррари · Артуро Монторси · Луиджи Нардуцци · Ренцо Ностини | СССР · Леонид Богданов · Евгений Череповский · Лев Кузнецов · Яков Рыльский · Давид Тышлер                 |

### Женщины
| Дисциплина                  | Золото | Серебро | Бронза |
| --------------------------- | --- | --- | --- |
| Рапира Личное первенство    | Лидия Дёмёльки                                                                                              | Бруна Коломбетти                                                                                           | Илона Элек |
| Рапира Командное первенство | Венгрия · Лидия Дёмёльки · Илона Элек · Маргит Элек · Каталин Кишш · Магдольна Ньари-Ковач · Жужанна Морваи | Франция · Катерина Бернхайм · Рене Гариль · Жаклин Лорьян · Франсуаза Майяр · Жакелин Тома · Режин Веронне | Италия · Ирене Камбер · Велледа Чезари · Бруна Коломбетти · Вера Мантовани · Леопольда Предароли · Сильвия Струкель |